# Luzula exspectata
Luzula exspectata là một loài thực vật có hoa trong họ Juncaceae. Loài này được Bacic & Jogan mô tả khoa học đầu tiên năm 2007.